# 7696 Liebe
7696 Liebe è un asteroide della fascia principale. Scoperto nel 1988, presenta un'orbita caratterizzata da un semiasse maggiore pari a 2,7227444 UA e da un'eccentricità di 0,0311199, inclinata di 3,65068° rispetto all'eclittica.